# Mössbauerita
La mössbauerita és un mineral que pertany al grup de la fougèrita. Anomenat així per Rudolf Ludwig Mössbauer, qui va descobrir la ressonància de raigs gamma, descobriment pel qual va guanyar el premi Nobel de física l'any 1961.
Presenta una estructura de tipus hidròxid en doble capa, amb capes de l'estil de la brucita ([Fe3+₆O₄(OH)₈]2+) intercalades amb anions CO₃2- i molècules d'aigua. És l'anàleg oxidat de la fougerita i la trebeurdenita, i està relacionat amb aquests minerals per l'intercanvi de (Fe3+O2−) per (Fe2+OH−). Es descompon ràpidament en contacte amb l'aire.

## Característiques
La mössbauerita és un element químic de fórmula química Fe₆3+O₄(OH)₈[CO₃]·3H₂O. Cristal·litza en el sistema trigonal. La seva duresa a l'escala de Mohs és 2 a 3.

## Formació i jaciments
S'ha descrit només a la Bretanya i a Normandia (França). S'ha descrit associada a trébeurdenita.